# Володимир (Поліщук)
Архієпископ Володимир (в миру  Василь Сергійович Поліщук ; 21 червня 1949, Бірки Шумського району Тернопільської області) — церковний діяч. Архієпископ (з 2012 року) Української істинно-православної церкви. З 1988 по 1995 рік архімандрит РПЦ. З 1995 року приєднується до Української православної церкви Київського патріархату (УПЦ КП), з 1997 року отримав єпископський сан. Згодом перейшов до Української істинно-православної церкви.Після тяжкої хвороби та ампутації ніг на фоні цукрового діабету помер 21 січня 2021 року в будинку для ветеранів праці на Лісовому масиві м.Києва. Похований на Північному кладовищі м.Києва.

## Життєпис
Архипископ Володимир (Василь Сергійович Поліщук) народився 21 червня 1949 р. в селі Бірки Шумського району Тернопільської області. 
У 1966 р. закінчив середню школу з грамотою Міністерства Освіти. 
У 1966 р. працював науковим співробітником в Кременецькому краєзнавчому музеї, а в 1967-1969 р.р. інструктором санепідемстанції Шумської райлікарні.
У 1969 р. Василь Поліщук вступив на другий курс Московської Духовної Семінарії. 
У 1971 р. брав участь у роботі з підготовки та проведення Помісного Собору Російської Православної Церкви. Закінчив курси церковної журналістики. Після закінчення семінарії вступив на заочний сектор Московської Духовної Академії.
У 1973 р. відбулися дияконські і ієрейські освячення Василя Поліщука. 
У наступні роки служив на парафіях Тернопільській області. 
У 1976 р. священик Василь Поліщук прийняв чернецтво з нареченням імені Володимир. 
У грудні 1988 р.  Патріархом Московським і всієї Русі Пимоном (Ізвекова) ігумен Володимир (Поліщук) був возведений у сан архімандрита.
У 1991-1995 роках архімандрит Володимир у клірі Віленської єпархії, здійснюючи служіння в Свято-Духовому монастирі і будучи настоятелем Свято-Миколаївського храму м. Вільнюс.
У 1995 р. архімандрит Володимир переїхав до України, де приєднався до Української Православної Церкви Київського Патріархату УПЦ КП. 
23 лютого 1997 року ієрархами УПЦ КП на чолі з патріархом Київським і всієї Руси-України Філаретом (Денисенком) архімандрит Володимир висвячений на єпископа Івано-Франківського і Галицького.
26 жовтня 1997 року єпископ Володимир був переведений до Донецько-Луганської єпархії УПЦ КП. 
З 1999 року єпископ Володимир (Поліщук) керуючий Харківською єпархією УПЦ КП.
Згодом він перейшов до УІПЦ і призначений керуючим Кримсько-Херсонською єпархією.
З 30 листопада 2012 р. архієпископ Володимирський і Орєхово-Зуєвський Російської істинно-православної церкви.
20 жовтня 2017 р. виведений поза штат Російської істинно-православної церкви.